# Granja avícola
Una granja avícola es un establecimiento agropecuario para la cría de aves de corral tales como pollos, pavos, patos, y gansos, con el propósito de usarlos como base alimenticia sea cosechándolos por su carne o recogiendo sus huevos. Las aves de corral son criadas en grandes cantidades, siendo la cría de pollos y gallinas la de mayor volumen. Anualmente se crían mundialmente más de 50 000 millones de pollos como fuente de alimento, tanto por su carne como por sus huevos. Las gallinas criadas para aprovechar sus huevos son denominadas ponedoras mientras que los pollos hembra criados para aprovechar su carne a menudo son denominados broilers.

## Cría intensiva de aves
Según el Worldwatch Institute, un 74% de la carne de ave que se consume en el mundo, y un 68 % de los huevos son producidos utilizando métodos que se denominan 'intensivos'. Los métodos intensivos de cría de aves se caracterizan por mantener a una gran cantidad de animales en un lugar limitado, y cuando esto sucede, se acumula una gran cantidad de heces fecales que pueden causar enfermedades infecciosas. Por esta razón, los productores avícolas, además de utilizar antibióticos para estimular el proceso de crecimiento de las aves, también los utilizan para tratar enfermedades y evitar los brotes de epidemia que pudieran surgir en los animales durante el proceso de crianza.  Los pollitos macho son matados porque no ponen huevos y porque engordan más lento y menos que las hembras. Solo en el Reino Unido se consumen más de 29 millones de huevos por día. En Estados Unidos la producción avícola es supervisada por la Food and Drug Administration (FDA). En el Reino Unido es DEFRA, el Departamento del Medio Ambiente, Alimentos y Asuntos Rurales, el encargado de controlar la producción avícola. Comúnmente, los antibióticos se agregan en el alimento o en el agua de consumo de los animales, ya que este método es más efectivo que la medicación por vía parenteral cuando se trata de hacer un tratamiento masivo. A través del uso de estos medicamentos se busca impedir que se disminuya la producción, tanto de los huevos como de la carne, con el fin de evitar las posibles pérdidas económicas que se pudieran dar cómo consecuencia de las enfermedades causadas por diferentes agentes. Los antibióticos se clasifican según el efecto que tengan sobre las bacterias; mientras que los bacteriostáticos inhiben el crecimiento e impiden la reproducción de las bacterias, los bactericidas las destruyen. A pesar de que los medicamentos pueden ayudar a tratar las enfermedades, las bacterias que las causan pueden sufrir mutaciones genéticas que las ayudan a combatir el efecto de los antibióticos, volviéndolos ineficaces. Cuando un humano consume algún animal que haya estado bajo tratamiento, las bacterias resistentes pueden transmitírsele a la persona, lo que le podría causar infecciones más difíciles de tratar. Por esta razón, se considera que la resistencia de las bacterias es consecuencia de las condiciones de la producción intensiva, por lo que es de suma importancia hacer un uso adecuado de los medicamentos, utilizándolos solamente cuando sea necesario y en una dosis apropiada.

## Sistemas de gestión de gallinas ponedoras
Las gallinas para producción comercial por lo general comienzan a poner huevos cuando tienen entre 16 y 20 semanas de edad, aunque la producción gradualmente disminuye poco tiempo después de que la gallina tenga una edad de 25 semanas.  Por ello en muchos países cuando las gallinas alcanzan una edad de 72 semanas, se considera que ya no son económicamente viables y se las mata luego de aproximadamente unos 12 meses de producción de huevos, aunque las gallinas de manera natural pueden vivir 6 años o más. En algunos países, a las gallinas se les fuerza a que muden las plumas para revitalizar su capacidad de poner huevos.
En los sistemas de gestión de puesta de huevos a menudo las condiciones ambientales son controladas de forma automática.  Por ejemplo, la duración del período con luz es inicialmente aumentado para disparar el comienzo de la postura de huevos cuando los animales tienen entre 16 y 20 semanas de edad y luego reproduce la cantidad de horas de luz durante el verano lo cual estimula a las gallinas a que continúen poniendo huevos durante todo el año; por lo general, la producción de huevos tiene lugar solo durante los meses calurosos.  Algunas razas comerciales de gallinas pueden poner más de 300 huevos por año. Los críticos sostienen que la producción continua de huevos durante todo el año estresa a las aves más que si pusieran durante las temporadas normales.

### Jaulas en batería

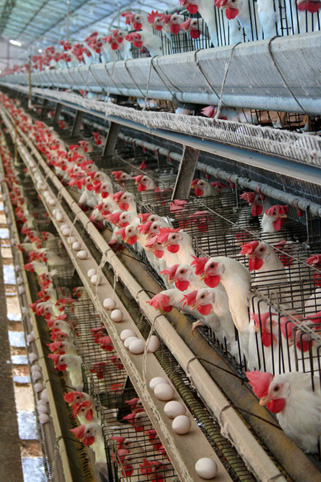
Gallinas en un sistema de jaulas en batería.

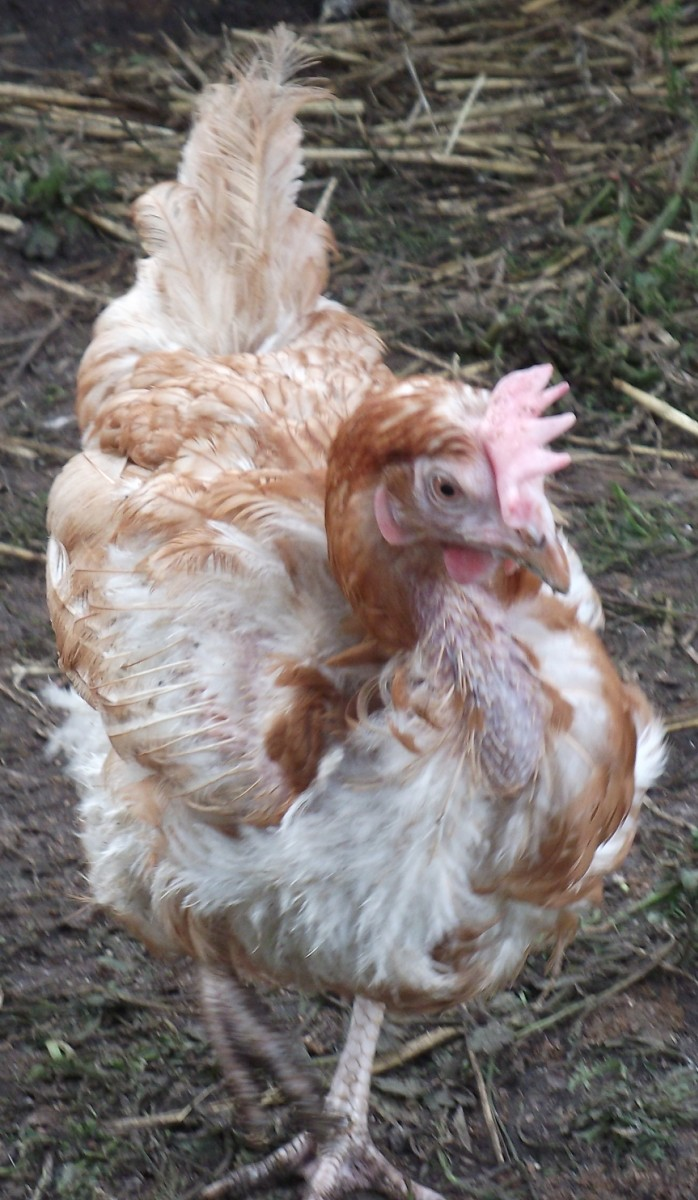
Gallina ponedora 5 días luego de haberla sacado de una jaula en batería.

La mayoría de la gallinas en numerosos países son criadas en jaula en batería para gallinas ponedoras, aunque desde 2012 la Directiva del Consejo de la Unión Europea 1999/74/EC ha prohibido el uso del sistema convencional de jaulas en batería en los estados de la UE.  Estas jaulas de pequeñas dimensiones, en los sistemas modernos construidas de metal, alojan de 3 a 8 aves.  Las paredes están construidas de metal en placas o red metálica, y el piso posee una pendiente de red metálica para que las heces caigan a través y los huevos rueden hasta una cinta transportadora que los recoge.  Por lo general el agua es provista mediante sistemas de picos elevados, y la alimentación se provee mediante una canaleta en el frente de la jaula a la que repone alimento a intervalos regulares mediante una cadena mecánica. Las jaulas están ordenadas en largas filas de varios niveles, a menudo con las jaulas apiladas unas contra otras.  En un mismo cobertizo, pueden existir varios niveles conteniendo jaulas en baterías, por lo que un cobertizo puede alojar varias decenas de miles de aves. A menudo la intensidad de la luz es baja (unos 10 lux) para reducir el picoteado de plumas y el picado de la cloaca. Las ventajas y beneficios de las jaulas en baterías son: que permiten un manejo más fácil de las aves, se elimina la existencia de huevos a nivel del suelo los cuales son más costosos de recolectar, los huevos están limpios, la captura al finalizar el período de puesta es simple, por lo general se requiere menos alimento para producir huevos, se elimina la incubación, es posible alojar más gallinas por unidad de área del suelo del cobertizo, los parásitos internos pueden ser tratados con mayor velocidad, y se reduce la cantidad de mano de obra requerida.
En aquellas granjas avícolas que utilizan jaulas para producir huevos, hay más aves por unidad de superficie; ello incrementa la productividad y redunda en menores costos en alimentos.  En los países donde hay una legislación al respecto, la superficie de suelo se establece a partir de 300 cm² por gallina. Los estándares de la UE del año 2003 establecen una superficie mínima de 550 cm² por gallina. En los Estados Unidos, La Asociación de Productores de Huevos recomienda de 430 a 560 cm² por ave. A menudo se ha indicado que el espacio disponible para las gallinas en una jaula es menor que la superficie de una hoja de papel formato A4. Los estudiosos del bienestar de los animales han criticado a las baterías de jaulas porque las mismas no poseen suficiente superficie como para que las gallinas puedan levantarse, caminar, batir sus alas, encaramarse a un palo, o construir un nido, y muchas voces coinciden en que las gallinas sufren de aburrimiento y frustración al no serles posible desarrollar estos comportamientos.  Ello puede dar origen a un amplia gama de comportamientos anormales, algunos de los cuales son dañinos para las gallinas y sus compañeros de jaula.

### Jaulas mejoradas
En 1999, la Directiva del Consejo de la Unión Europea 1999/74/EC prohibió el uso a partir del 1 de enero del 2012 de las baterías de jaulas hasta entonces convencionales para gallinas ponedoras en toda la Unión Europea; con anterioridad habían sido prohibidas en otros países incluido Suiza.  A causa de ello, en la década de 1980 se comenzaron a desarrollar prototipos de jaulas comerciales mejoradas.  Las jaulas mejoradas, son jaulas para alojar gallinas ponedoras de huevos que han sido diseñadas para resolver algunos de los aspectos que afectaban el bienestar de las aves en las baterías de jaulas a la vez que mantienen sus ventajas económicas y de manejo, y también proveer algunas de las ventajas sobre el bienestar que poseen los sistemas que no utilizan jaulas. Muchas de las características de diseño de las jaulas mejoradas han sido incorporadas debido a que las investigaciones en el bienestar animal han demostrado que las mismas benefician a las gallinas. En el Reino Unido, el "Código de Bienestar de las Gallinas Ponedoras" publicado por DEFRA establece que las jaulas mejoradas deben tener por lo menos 750 cm² de superficie de jaula por ave, 600 cm² de la cual debe ser utilizable; la altura utilizable de la jaula debe ser por lo menos 20 cm en toda su extensión y ninguna jaula debe tener un área total inferior a 2000 cm².  Además, las jaulas modificadas deben tener un nido, litter para permitir el picoteo y el rascado del suelo, apoyos adecuados que dispongan por lo menos de 15 cm por gallina, un dispositivo para gastar el pico, y un acceso a alimentos que debe poder ser utilizado sin restricciones brindando un sector de 12 cm a cada gallina.
Las razas modernas de gallinas ponedoras a menudo sufren de osteoporosis que debilita el sistema óseo del pollo.  Durante la producción de huevos, grandes cantidades de calcio son transferidas desde los huesos para formar la cáscara del huevo.  Si bien es adecuado una dieta con un elevado nivel de calcio, la absorción de calcio en la dieta no siempre es suficiente, dada la intensidad de la producción, para reponer el calcio óseo. Lo cual puede originar la quebradura de huesos, especialmente de aquellas gallinas que son quitadas de las jaulas al finalizar la puesta.

## Cría de aves alternativa
Una alternativa a los métodos de producción avícola intensivos es la cría a campo abierto, y también lo que se conoce como yarding. Aunque, por lo general, el costo de la producción es menor cuando se utilizan los métodos intensivos, los métodos alternativos le proporcionan mejores circunstancias a los animales.

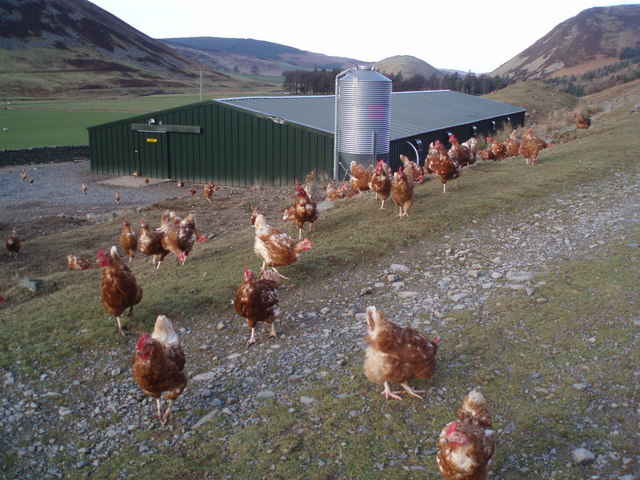
Pollo comerciales a campo abierto.

### Campo abierto

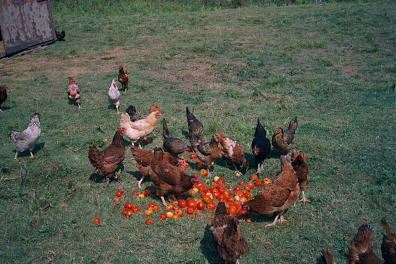
Alimentación en el exterior de pollos a campo abierto.

La granja avícola que utiliza métodos de cría a campo abierto permite que los pollos circulen libremente fuera de cobertizos durante cierta cantidad de horas por día, aunque por lo general se los guarda en cobertizos por la noche para protegerlos de depredadores o de malas condiciones climáticas. En el Reino Unido el DEFRA establece que un pollo criado a campo abierto debe tener acceso a recorridos a cielo abierto durante por lo menos la mitad de su vida. A diferencia de lo que ocurre en Estados Unidos, esta definición también se aplica a las gallinas ponedoras criadas a campo abierto. La Unión Europea regula los estándares de mercadeo para producción de huevos y específica que las condiciones mínimas para huevos a campo abierto es que "las gallinas tengan acceso continuo durante las horas de luz natural a espacios fuera de cobertizos, excepto en caso de restricciones temporarias impuestas por autoridades veterinarias".  Los "Estándares de bienestar para gallinas ponedoras y pollos" (en inglés: Welfare standards for laying hens and pullets) de la sociedad animalista británica RSPCA establecen que la densidad poblacional de aves no debe ser superior a 1,000 aves por hectárea (10 m² por pollo) y que se debe tener una sombra/refugio de por lo menos 8 m² cada 1,000 pollos.
Se observa un incremento de la penetración en el mercado de la producción de huevos utilizando gallinas criadas a campo abierto. Según indica Defra el 45% de los huevos que se produjeron en el Reino Unido durante el año 2010 fueron producidos en condiciones de cría a campo abierto, 5% fueron producidos en sistemas de cobertizos y 50% en jaulas.  Mientras que en el año 2009 solo el 41% de la producción había sido obtenida mediante gallinas a campo abierto.
El terreno apropiado debe contar con un drenaje adecuado para minimizar la presencia de gusanos y parásitos coccidiasinas, buena protección de los vientos predominantes, buena ventilación, acceso y protección frente a depredadores. Condiciones de calor, frío o humedad excesiva tienen un efecto perjudicial sobre los animales y su productividad. Los que operan una granja de tipo campo abierto deben realizar menos controles que aquellos que operan utilizando jaulas en lo que respecta a la alimentación que reciben los pollos, ya que ello puede dar lugar a problema en la productividad, a pesar de que la ingesta de suplementos alimenticios reduce esta incerteza. En algunas granjas, se utilizan las deposiciones de las aves de campo abierto como abono de cultivos.
Los beneficios de la crianza de aves a campo abierto para gallinas ponedoras incluye la oportunidad de ejercer sus comportamientos naturales tales como picotear, rascarse, alimentarse y ejercitarse al aire libre.
Tanto la cría intensiva como la de campo abierto tienen ciertos problemas en cuanto al bienestar de los animales, el canibalismo, picoteo de plumas entre aves y picoteo de la cloaca pueden ser comportamientos comunes, por lo cual algunos granjeros utilizan el recorte del pico como una medida preventiva, aunque si se disminuyera la densidad poblacional se eliminarían estos problemas. Las enfermedades son relativamente frecuentes y los animales son vulnerables a la acción de depredadores. Los sistemas de cobertizos son los que resultan en las peores condiciones de bienestar de las aves. En el sureste asiático, la falta de un control sanitario en la cría a cielo abierto ha sido identificada cómo una de las causas de los brotes de la gripe aviar.

#### Ecológicos
En los sistemas de puesta de huevos orgánicos o ecológicos, las gallinas también se crían a campo abierto. Los sistemas ecológicos se basan en restricciones en cuanto a los colorantes sintéticos de la yema, la provisión de medicamentos en los alimentos o en el agua, uso de otros aditivos alimentarios y aminoácidos sintéticos, y una menor densidad poblacional y grupos de dimensiones más reducidas.  Los estándares de la Asociación del Suelo utilizados para certificar las explotaciones ecológicas en el Reino Unido, establecen que la máxima densidad a campo abierto no debe ser superior a 1,000 aves por hectárea y no más de 2,000 aves por cobertizo de aves. En Reino Unido a las gallinas ponedoras orgánicas por lo general no se les recorta el pico.

### Yarding
A menudo confundido con campo abierto el denominado, yarding es otro método de cría de aves en el cual se crían pollos y vacas juntos. La diferencia es que en la cría a campo abierto las aves se encuentran o bien sin ningún tipo de cercas, o la cerca se encuentra tan lejos que tiene poca influencia en su liberta de movimientos. Yarding es una técnica utilizada por pequeñas granjas en el noreste de Estados Unidos.  Las aves son liberadas diariamente desde hutches o coops. Por lo general las gallinas ponen huevos en el suelo del coop o en canastas colocadas por el granjero. Esta técnica se puede complicar si se utilizan gallos, a causa de su comportamiento agresivo.

## Población mundial de pollos
La FAO de las Naciones Unidas estimó en el 2002 que había unos 16 000 millones de pollos en el mundo.  Los números tomados de  Global Livestock Production and Health Atlas del 2004 eran los siguientes:
1. China (3,860,000,000)
2. Estados Unidos (1,970,000,000)
3. Indonesia (1,200,000,000)
4. Brasil (1,100,000,000)
5. India (648,830,000)[27]
6. México (540,000,000)
7. Rusia (340,000,000)
8. Japón (286,000,000)
9. Irán (280,000,000)
10. Turquía (250,000,000)
11. Bangladés (172,630,000)
12. Nigeria (143,500,000)

En el 2009 se estimó que la población anual de pollos en las granjas avícolas era de 50 000 millones de animales,  donde 6 000 millones correspondían a la Unión Europea, más de 9 000 millones en Estados Unidos y más de 7 000 millones en China.
En el 2023, hubo una producción de 103.5 millones de toneladas de carne de pollo para la alimentación humana, pues sus principales consumidores, con el 52.5% mundial, aumentaron su demanda (Estados Unidos, China, Brasil y la Unión Europea).